# بن عودة الحاج حسن باشا ترزي
بن عودة الحاج حسن باشا ترزي (أيضا بخترزي وباشترزي 1894–1958) سياسي وناشر جزائري. أسس وأدار صحيفتي "Es- Sandjak" (ألسنجق) و"Le cri indigene" (صرخة السكان الأصليين)، اللتين ركزتا على مصالح المسلمين الجزائريين الأصليين خلال الحكم الاستعماري الفرنسي. كما شارك باخترزي بنشاط في العديد من الجمعيات وانتخب مستشارًا لبلدية وهران في سن الخامسة والعشرين.

## الحياة الشخصية
ولد باشا ترزي في وهران في واحدة من أقدم العائلات البرجوازية من أصل تركي.